# Jacques Gondouin

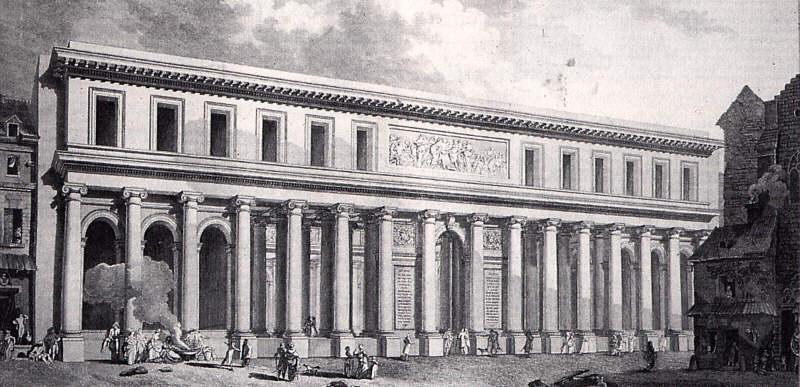
École de Chirurgie, fachada sul, obra de Jacques Gondouin.

Jacques Gondouin de Folleville (7 de junho de 1737 — Paris, 29 de dezembro de 1818) foi um arquiteto francês de Saint-Ouen. Foi aluno de Michel-Barthélemy Hazon na Academia Real de Arquitetura e de Jacques-François Blondel, na École nationale supérieure des Beaux-Arts. Em 1759 venceu o terceiro concurso Prix de Rome, e residiu durante cinco anos em Roma (1761 — 1766) graças a uma bolsa de estudos concedida por Louis XV; tornando-se amigo de Giovanni Battista Piranesi.

## Principais projetos
- Altar-mor da catedral de Noyon (1777–1779)

### Paris
- École de Chirurgie, atual Faculdade de Medicina, rue de l’École de Médecine, (1771–1786).
- Decoração interior do hôtel du Garde-Meuble (também conhecido por hôtel de la Marine), Praça da Concórdia, 1775.
- Coluna Vendôme em glória do exército imperial de Napoleão I Grande Armée, place Vendôme, 1806–1810.